# Baojun
Baojun (Баоцзю’нь, Драгоценная лошадь) — торговая марка бюджетных автомобилей из Китая. Создана в 2010 году совместным предприятием SAIC-GM-Wuling Automobile (General Motors, SAIC Motor и Wuling Automobile Company Limited).
Первым автомобилем стал седан Baojun 630, производство которого началось в ноябре 2010 года на заводе в городе Лючжоу
В недалёком будущем[когда?] автомобили марки Baojun могут начать выпускать и в России. В ходе визита в Китай, губернатор Челябинской области обсуждал с руководителями концерна SAIC планы строительства автомобильного завода на территории Южного Урала, на котором, скорее всего, и будут выпускаться «Драгоценные китайские кони».
В июле 2017 года SAIC-GM-Wuling начала производство 2-местного электромобиля Baojun E100.

## Модели
- Baojun 310
- Baojun 330
- Baojun 560
- Baojun 610
- Baojun 630
- Baojun 730
- Baojun Le Chi